# 전산장비
전산장비란 정보시스템을 운영하기 위해 필요한 하드웨어 및 시스템 소프트웨어와 상용 소프트웨어를 말한다. 
- 하드웨어(H/W) : 서버, 스토리지, 백업장비, 네트워크, 백본, 스위치, 방화벽, 웹 방화벽 등
- 시스템 소프트웨어 : 운영체제(OS), 웹 서버, 웹 애플리케이션 서버(WAS), 데이터베이스(DBMS) 등
- 상용 소프트웨어 : 리포팅 툴, 보안 소프트웨어 등

정부 등 공공기관과 민간 기업에서 전산장비 유지보수 용역 발주를 내는 경우, 응용 소프트웨어는 전산장비 분야에 포함하지 않고 별도로 발주한다.